# Фиессо-д’Артико
Фиессо-д’Артико (итал. Fiesso d'Artico) — коммуна в Италии, располагается в провинции Венеция области Венеция.
Население составляет 7204 человека (2008), плотность населения составляет 1143 чел./км². Занимает площадь 6 км². Почтовый индекс — 30032. Телефонный код — 041.
Покровителем населённого пункта считается святой San Carlo Borromeo.

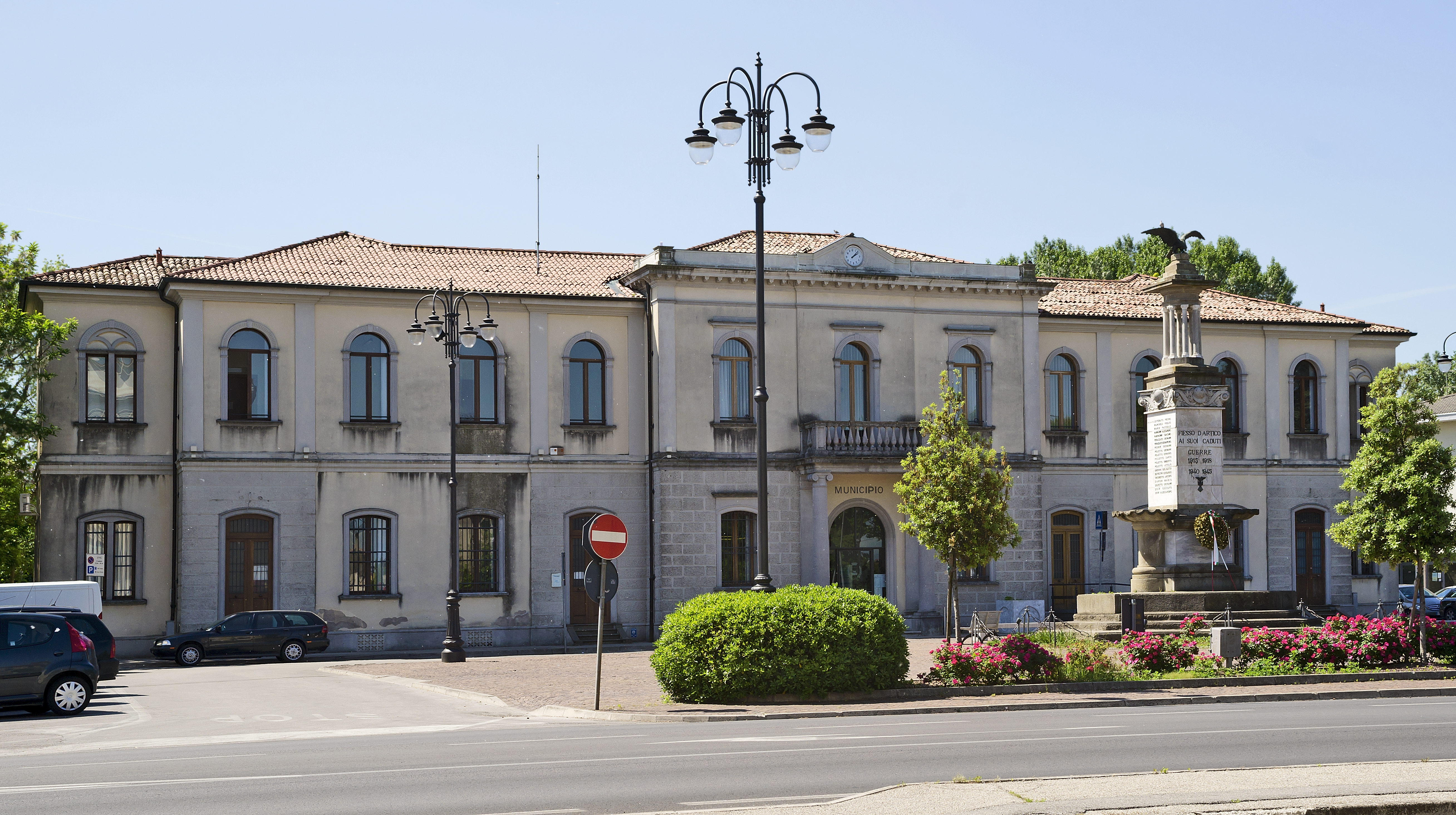
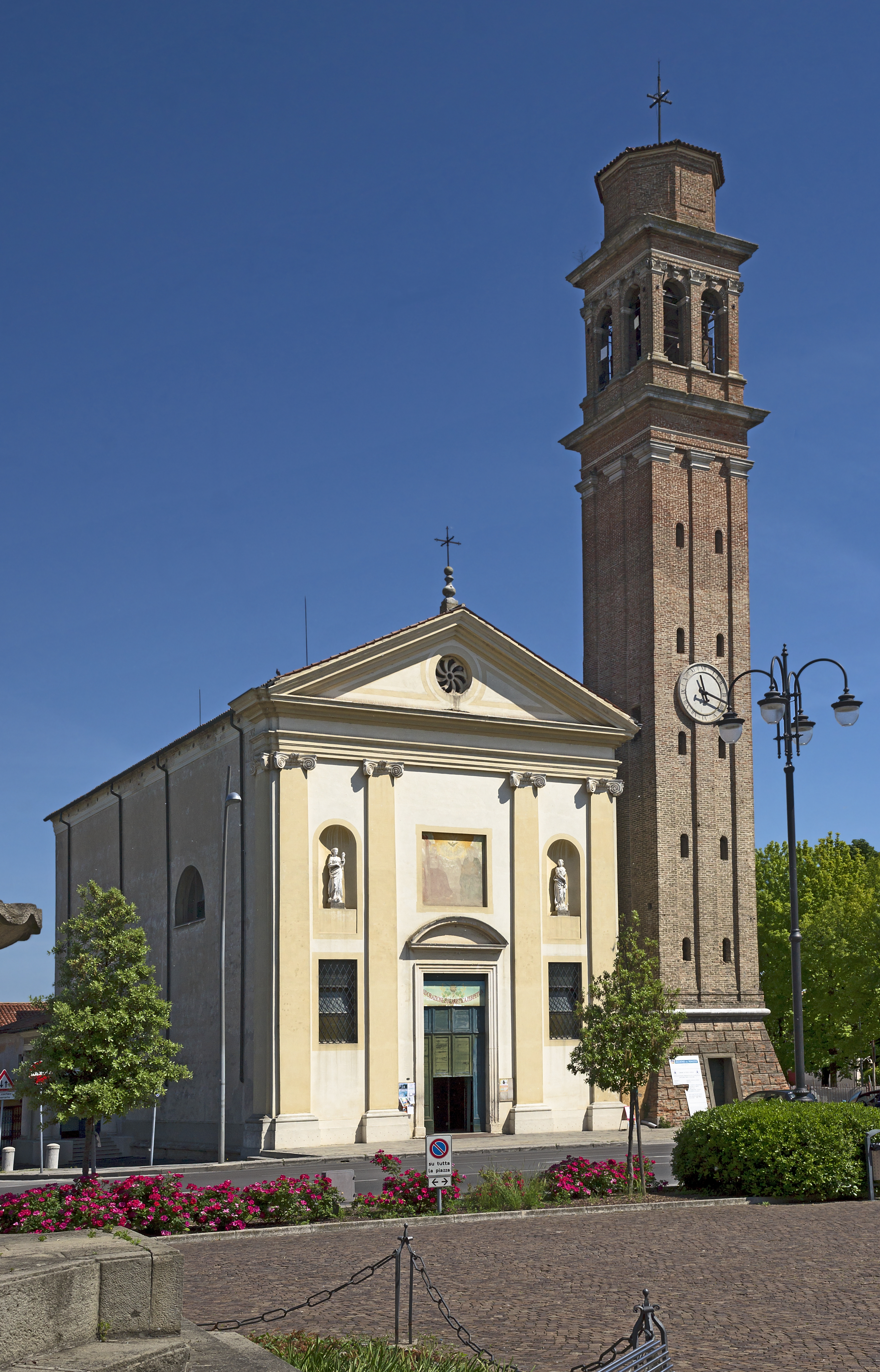

## Демография
Динамика населения:

## Администрация коммуны
- Официальный сайт: http://www.comune.fiessodartico.ve.it/